# До дива (фільм)
«До дива» (англ. To the Wonder) — художній фільм американського кінорежисера Терренса Маліка. Світова прем'єра картини відбулася 2 вересня 2012 в рамках 69-го Венеційського кінофестивалю.

## Зміст
Після відвідування Мон-Сент-Мішеля Марина і Ніл повертаються в Оклахому, де починаються проблеми. Ніл заводить роман з Джейн, а Марина зраджує чоловіку з Чарлі. Обидва — і Ніл, і Марина — просять настанов у батька Куінтана, священика, який сам страждає від неможливості жити власним життям через постійне занурення в життя своїх парафіян…

## Ролі
| Актор            | Роль     |
| ---------------- | -------- |
| Бен Аффлек       | Ніл      |
| Ольга Куриленко  | Марина   |
| Рейчел Мак-Адамс | Джейн    |
| Хав'єр Бардем    | Куінтана |
| Чарльз Бейкер    | Чарльз   |
| Роміна Монделло  | Анна     |

## Кастинг
При запуску проєкту повідомлялося про те, що право виконати головну чоловічу роль буде надано Крістіану Бейлу, однак через конфлікти, пов'язані з робочим графіком актора, Терренса Маліка довелося підшукати заміну Бейлу в особі Бена Аффлека.
Також повідомлялося про те, що в зйомках беруть участь Рейчел Вайс, Майкл Шин і Аманда Піт, проте в процесі монтажу сцени з їхньою участю були з фільму вирізані. Також були скорочені сцени за участю Мак-Адамс і Аффлека, причому на матеріалах, наданих пресі до прем'єри, поруч з Аффлеком була зображена Мак-Адамс, а не Куриленко, яка грає у фільмі головну роль. Продюсер фільму пояснив це тим, що матеріали були підготовлені ще на початку роботи над фільмом, коли героїні Мак-Адамс відводилося більш помітне місце в сюжеті.

## Виробництво
Основний знімальний період проходив з вересня по листопад 2010 року. Виробництво велося в декількох містах штату Оклахома, Парижі та на острові Мон-Сен-Мішель. Згодом з невідомих причин Малик призначив перезапис деяких сцен фільму, які йшли з березня по травень 2011 року, через них всій знімальній групі довелося також повертатися в Францію. Близько року картина перебувала в стадії постпродакшну, який завершився лише навесні 2012 року. Весь цей час дана кінострічка була відома під такими найменуваннями, як: «Project B», «Project D», а також «Untitled Terrence Malick Project». У результаті фільм отримав свою остаточну назву і рейтинг R через присутність у ньому відвертих сцен.

## Критика
Сюжет картини був низько оцінений як на прем'єрі, так і після виходу на широкий екран. Головною проблемою сценарію критики порахували його тривіальність і тривалі паузи між діалогами. Фільм активно критикували за копіювання «Дерева життя» і зайву претензійність. Втім, знайшлися й ті, хто визнав «До дива» черговим шедевром Терренса Маліка. Зокрема, рецензія на даний фільм стала останньою для знаменитого американського кінокритика Роджера Еберта, який високо оцінив його, поставивши три з половиною зірки з чотирьох.

## Участь у фестивалях
- 2012 — 69-й Венеційський міжнародний кінофестиваль

## Нагороди та номінації
| Нагороди та номінації      | Нагороди та номінації | Нагороди та номінації                                         | Нагороди та номінації | Нагороди та номінації |
| Премія                     | Дата церемонії        | Категорія                                                     | Лауреати та номінанти | Підсумок              |
| -------------------------- | --------------------- | ------------------------------------------------------------- | --------------------- | --------------------- |
| Венеційський кінофестиваль | 8 вересня 2012        | «Золотий лев»                                                 | Терренс Малік         | Номінація             |
| Венеційський кінофестиваль | 8 вересня 2012        | Приз Всесвітньої католицької асоціації з комунікацій (SIGNIS) | Терренс Малік         | Перемога              |
| Кінофестиваль в Торонто    | 16 вересня 2012       | «Приз глядацьких симпатій»                                    | Терренс Малік         | Номінація             |

## Знімальна група
- Режисер — Терренс Малік
- Сценарист — Терренс Малік
- Продюсер — Ніколас Гонда, Сара Грін, Глен Баснер
- Композитор — Ханан Тауншенд